# Васил Друмев
 Тази статия е за българския духовник и политик.  За селото в Североизточна България вижте Васил Друмев (село).  
Климент (светско име Васил Николов Друмев) е български писател, духовник и политик от Консервативната партия. Той е автор на първата българска повест и първата българска драматична пиеса с оригинален сюжет. След Освобождението е митрополит на Търновската епархия на Българската екзархия и два пъти е министър-председател на България.

## Биография

### Младежки години
Васил Друмев е роден около 1840 г. в град Шумен, тогава Османска империя, в семейството на дребен занаятчия. Учи в родния си град от 1849 до 1856 година при известните възрожденски учители Сава Доброплодни и Сава Филаретов. Взема участие, като изпълнител на главната роля, в побългарената комедия „Михал Мишкоед“ от Доброплодни, в първото театрално представление в България. Учителят Доброплодни събужда любов към историята, литературата, театъра и тласка учениците си към по-високо образование. През 1856 г. работи като помощник-учител в Шумен.
През 1858 г. Друмев получава стипендия и заминава за Одеса, където учи в Одеската семинария. През лятото на същата година се запознава с надзирателя в пансиона, Георги Раковски, който оказва влияние върху учениците с патриотичните си идеи. В Одеса Друмев пише първите си стихове „Светливо слънце ся роди...“ и „Милно и жално към въсток гледа...“, които излизат в „Цариградски вестник“. През 1860 г. написва повестта „Нещастна фамилия“, първата на български език. Публикува преводи от и през руски език. През 1862 г. участва в създадената от Раковски Първа българска легия в Белград, където се запознава с Васил Левски и Стефан Караджа, но през следващите години променя възгледите си към по-умерено просветителство. Между 1858 – 1862 година е сътрудник на списание „Български книжици“ и „Цариградски вестник“.
След връщането си в Одеса Друмев пише втората си повест, „Ученик и благодетели“ (1864 – 1865). През 1865 г. завършва семинарията и постъпва в Духовната академия в Киев, която завършва през 1869 г. със степен „Кандидат на богословието“. През 1869 година отива в Галац (Румъния), а след това в Браила, където е учител и директор на българското училище до 1873 година. Заедно с Васил Стоянов, Марин Дринов и други, през 1869 г. основава Българското книжовно дружество (БКД; днес Българска академия на науките), като става негов действителен член, деловодител и заместник-председател. Той е редактор на периодическо списание на БКД, където публикува статии, критики, научни материали. Обнародва и „Мати Болгария“ и препечатва от вестник „Дунавски лебед“ публикуваното през 1861 г. „Житие и страдания грешнаго Софрония“, с интересен предговор и бележки. Сътрудничи също на вестниците „Съветник“ и „Дунавска зора“.

### Духовна дейност
На 16 юни 1873 г. в село Башкьой, Тулчанско, е постриган в монашество с името Климент и е ръкоположен в йеродяконски чин от митрополит Григорий Доростолски и Червенски. На 24 юни в манастира Чилик митрополит Григорий го ръкополага за йеромонах, а на 18 юли в град Тулча го възвежда и в архимандритско достойнство.
От юли 1873 г. до април 1874 г. е протосингел на Доростоло-Червенската митрополия.
На 21 април 1874 г. в русенския катедрален храм „Света Троица“ е хиротонисан в епископски сан с титлата Браницки и е назначен за викарий на митрополит Григорий.
През 1878 г., след Освобождението, става ректор на Петропавловската семинария край Лясковец и остава на този пост до 1884 г. През 1884 г. е избран за Търновски митрополит и остава на този пост до смъртта си през 1901 г. Член на Българското книжовно дружество.

### Политическа дейност
Като епископ Браницки той се включва активно в политическия живот, като един от водачите на Консервативната партия. Участва в Учредителното събрание и в Първото велико народно събрание. Той оглавява второто правителство на Княжество България от 24 ноември 1879 г. до 26 март 1880 г. През 1884 г. за кратко управлява Софийската епархия, след което става митрополит на Търновската епархия. Екзархийски делегат. През 1885 г. става първият председател на новосъздадения Български червен кръст (БЧК), като заема поста до 1887 г..
През август 1886 г. Климент Търновски е министър-председател в кабинета, съставен след проруския преврат срещу княз Александър I Батенберг. Лишен е от правото да служи като духовно лице, заради проруските си възгледи, през 1893 г. Заточен е в Петропавловския и Гложенския манастир. След падането на правителството на Стефан Стамболов през 1894 г. е освободен и на следващата година участва в делегацията, договорила признаването на княз Фердинанд от Русия. Последно е председател на Българското книжовно дружество.
Митрополит Климент Търновски умира на 23 юли 1901 година в София.

## Творчество
Повестта „Нещастна фамилия“ е първата българска оригинална повест. Написана под влияние на поезията на Добри Чинтулов и поемата на Георги Раковски „Горски пътник“. Появата на тази поема се определя от нуждата от белетристично четиво, но наред с народните страдания описва и народната съпротива. В историята на българската литература Васил Друмев оставя името си и като драматург. „Иванку, убиецът на Асеня I“ е първото българско значително оригинално драматично произведение. Вероятно Друмев е бил запознат с творчеството на Уилям Шекспир и драматургията на Александър Пушкин, но въпреки историческия си сюжет, драмата има съвременно звучене. Има и редица слабости – недостатъчна психологическа мотивировка, външни ефекти и риторичност. В архива на Васил Друмев се пазят недовършени драми, повести и разкази, както и спомени из живота на студентите в Русия и други.

## Памет
На Васил Друмев има наречени училища в няколко населени места - София, Варна, Велико Търново, Пазарджик, с. Орляк, обл. Добрич.
Има наречени и улици в много български градове - в Шумен, София („Васил Друмев“ в квартал „Подуяне“ Карта и „Митрополит Климент“ в квартал „Драгалевци“ Карта), Варна и др.